# タイラー・ビーディ
タイラー・ジョゼフ・ビーディ（Tyler Joseph Beede, 英語発音: [ˈtaɪlɚ ˈbidi]； 1993年5月23日 - ）は、アメリカ合衆国マサチューセッツ州ウースター出身のプロ野球選手（投手）。右投右打。MLBのミネソタ・ツインズ傘下所属。
妻は女優のアリー・デベリー。

## 経歴

### プロ入り前
2011年のMLBドラフト1巡目（全体21位）でトロント・ブルージェイズから指名された。が、ヴァンダービルト大学へ進学した。2013年には第39回日米大学野球選手権大会のメンバーとして来日している。

### プロ入りとジャイアンツ時代

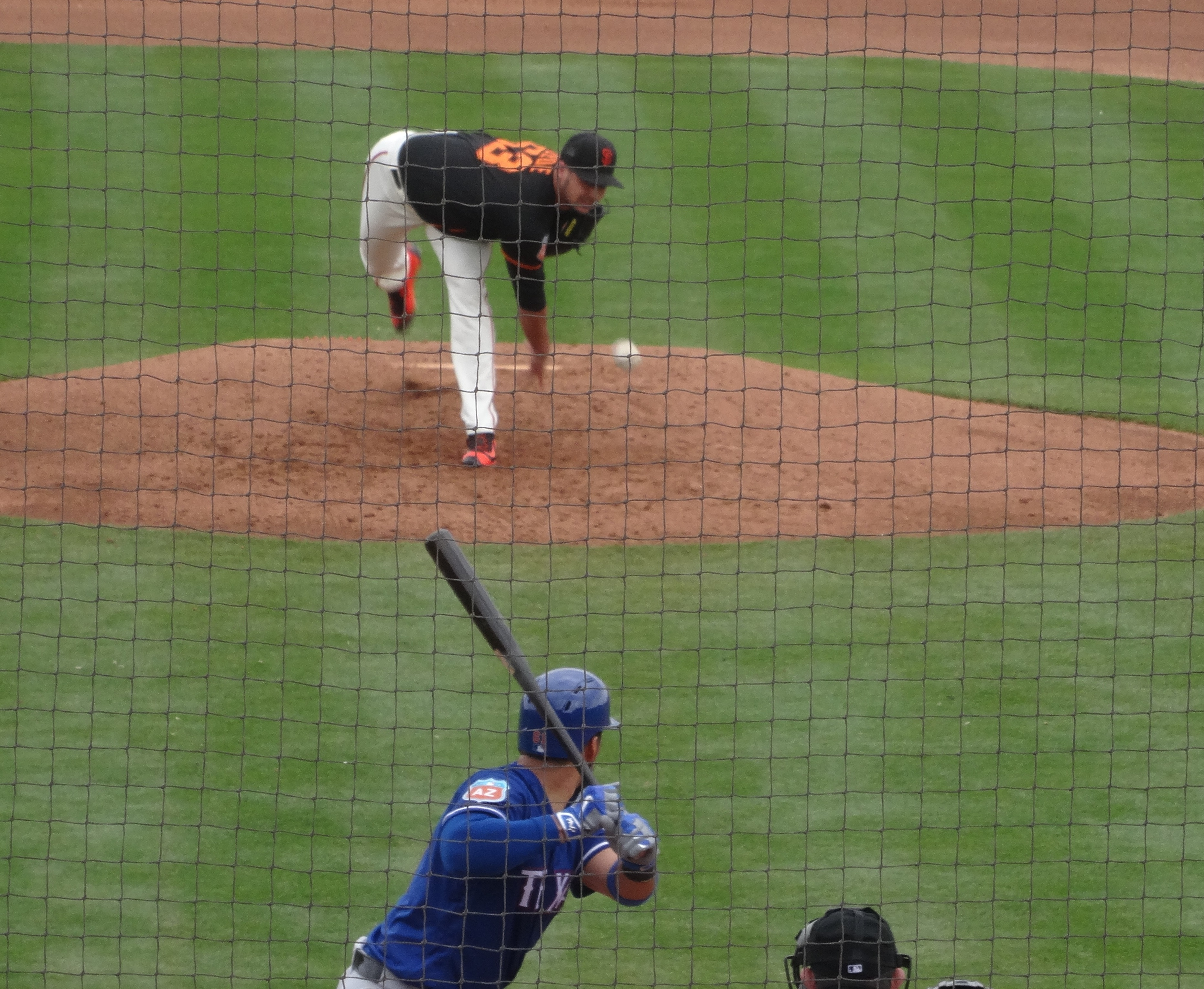
2016年3月5日のスプリングトレーニングにて、投球するビーディ

2014年のMLBドラフト1巡目（全体14位）でサンフランシスコ・ジャイアンツから指名され、7月11日に契約。契約後は傘下のルーキー級アリゾナリーグ・ジャイアンツでプロデビュー。8月にA-級セイラム＝カイザー・ボルケーノズへ昇格した。
2015年はA+級サンノゼ・ジャイアンツでプレー後、6月にAA級リッチモンド・フライングスクウォーレルズへ昇格。AA級リッチモンドで13試合に先発登板し、3勝8敗、防御率5.23、49奪三振だった。7月にはオールスター・フューチャーズゲームに選出された。
2016年はAA級リッチモンドで24試合に登板し、8勝7敗、防御率2.81、135奪三振だった。
2017年はAAA級サクラメント・リバーキャッツで19試合に登板し、6勝7敗、防御率4.79、83奪三振だった。オフはアリゾナ・フォールリーグに参加し、スコッツデール・スコーピオンズに所属した。11月20日にはルール・ファイブ・ドラフトでの流出を防ぐためにジャイアンツとメジャー契約を結び、40人枠入りした。
2018年はA+級サンノゼで1試合に登板後、AAA級サクラメントへ昇格。4月10日にメジャーへ昇格し、同日のアリゾナ・ダイヤモンドバックス戦でメジャーデビュー。4回を投げ、3安打2失点5四球3奪三振だった。続く15日のサンディエゴ・パドレス戦では、3.2回を6安打5失点3四球6奪三振で降板し、翌16日にAAA級サクラメントへ降格。5月30日に再びメジャーへ昇格するも、登板機会のないまま翌31日にAAA級サクラメントへ降格した。この年メジャーでは2試合に先発登板して0勝1敗、防御率8.22、9奪三振を記録した。
2019年は24試合（先発22試合）に登板して5勝10敗、防御率5.08、113奪三振を記録した。
2020年3月19日、右肘のトミー・ジョン手術を受けることを発表し、シーズン全休が決定的となった。
2021年7月6日にメジャーのアクティブ・ロースターに登録され、10日のワシントン・ナショナルズ戦で2年ぶりのメジャー復帰登板を果たした。
2022年5月6日にDFAとなった。

### パイレーツ時代
同月12日にウェイバー公示を経てピッツバーグ・パイレーツに移籍した。移籍後は25試合に登板したが、9月15日にDFAとなり、22日にマイナー契約で残留したが、10月6日にFAとなった。

### 巨人時代
2022年12月5日に読売ジャイアンツが獲得を発表した。背番号は33。
2023年は開幕投手が有力視されていた菅野智之の不調に伴い、監督の原辰徳はビーディを開幕投手にすることを発表した。巨人の外国人投手では2017年のマイルズ・マイコラス以来で、NPBに在籍経験のない外国人選手では球団史上初、NPB全体でもマット・キーオ（阪神タイガース・1987年）、ボブ・ウォルコット（大阪近鉄バファローズ・2000年）、ブライアン・ロドリゲス（北海道日本ハムファイターズ・2018年）に続き4人目であった。開幕戦は6回2失点で勝敗はつかなかった。その後も先発ローテ入りしていたが、5回まで投げても味方の援護が無い試合が多く、0勝4敗の段階で5月から二軍調整となった。6月に再昇格してからはもっぱら中継ぎとして登板し7ホールドを挙げるなど一定の存在感を示していたものの、結局未勝利のままシーズンを終えた。シーズン通算で30試合に登板（うち6先発）し、0勝6敗7ホールド1セーブ、防御率3.99という成績だった。12月1日に公示された保留選手名簿から外れ自由契約となった。

### ガーディアンズ時代
2024年1月27日にクリーブランド・ガーディアンズとマイナー契約を結び、メジャーのスプリングトレーニングに招待選手として参加することになった。3月28日にメジャー契約を結んで開幕ロースターを勝ち取り、開幕後は13試合に登板したが、1勝こそ挙げたものの防御率8.36と苦戦した。 5月3日にDFAとなり、ウェイバー公示を経て、5月7日にマイナー契約を結び直してAAA級コロンバス・クリッパーズに送られた。その後は、度重なる故障に悩まされてメジャー再昇格は果たせず、オフの10月21日にFAとなった。この年は前述の試合以降、メジャーで登板する機会は無かった。

### ツインズ傘下時代
2025年4月15日にミネソタ・ツインズとマイナー契約を結んだ。

## 詳細情報

### 年度別投手成績
| 年 度    | 球 団    | 登 板 | 先 発 | 完 投 | 完 封 | 無 四 球 | 勝 利 | 敗 戦 | セ 丨 ブ | ホ 丨 ル ド | 勝 率 | 打 者 | 投 球 回 | 被 安 打 | 被 本 塁 打 | 与 四 球 | 敬 遠 | 与 死 球 | 奪 三 振 | 暴 投 | ボ 丨 ク | 失 点 | 自 責 点 | 防 御 率 | W H I P |
| -------- | -------- | ----- | ----- | ----- | ----- | -------- | ----- | ----- | -------- | ----------- | ----- | ----- | -------- | -------- | ----------- | -------- | ----- | -------- | -------- | ----- | -------- | ----- | -------- | -------- | ------- |
| 2018     | SF       | 2     | 2     | 0     | 0     | 0        | 0     | 1     | 0        | 0           | .000  | 40    | 7.2      | 9        | 0           | 8        | 0     | 1        | 9        | 0     | 0        | 7     | 7        | 8.22     | 2.22    |
| 2019     | SF       | 24    | 22    | 0     | 0     | 0        | 5     | 10    | 0        | 0           | .333  | 523   | 117.0    | 127      | 22          | 46       | 1     | 5        | 113      | 9     | 0        | 70    | 66       | 5.08     | 1.48    |
| 2021     | SF       | 1     | 0     | 0     | 0     | 0        | 0     | 0     | 0        | 0           | ----  | 6     | 1.0      | 2        | 0           | 0        | 0     | 1        | 2        | 1     | 0        | 3     | 3        | 27.00    | 2.00    |
| 2022     | SF       | 6     | 0     | 0     | 0     | 0        | 0     | 0     | 0        | 0           | ----  | 48    | 9.2      | 14       | 1           | 6        | 0     | 0        | 4        | 1     | 0        | 5     | 5        | 4.66     | 2.07    |
| 2022     | PIT      | 25    | 5     | 0     | 0     | 0        | 2     | 5     | 0        | 3           | .286  | 237   | 51.2     | 57       | 6           | 23       | 2     | 5        | 35       | 4     | 0        | 32    | 30       | 5.23     | 1.55    |
| '22計    | PIT      | 31    | 5     | 0     | 0     | 0        | 2     | 5     | 0        | 3           | .286  | 285   | 61.1     | 71       | 7           | 29       | 2     | 5        | 39       | 5     | 0        | 37    | 35       | 5.14     | 1.63    |
| 2023     | 巨人     | 30    | 6     | 0     | 0     | 0        | 0     | 6     | 1        | 7           | .000  | 220   | 49.2     | 51       | 5           | 21       | 3     | 4        | 36       | 0     | 0        | 23    | 22       | 3.99     | 1.45    |
| 2024     | CLE      | 13    | 0     | 0     | 0     | 0        | 1     | 0     | 0        | 2           | 1.000 | 68    | 14.0     | 16       | 2           | 9        | 1     | 3        | 18       | 0     | 1        | 14    | 13       | 8.36     | 1.79    |
| MLB：5年 | MLB：5年 | 71    | 29    | 0     | 0     | 0        | 8     | 16    | 0        | 5           | .333  | 922   | 201.0    | 225      | 31          | 92       | 4     | 15       | 181      | 15    | 1        | 131   | 124      | 5.55     | 1.58    |
| NPB：1年 | NPB：1年 | 30    | 6     | 0     | 0     | 0        | 0     | 6     | 1        | 7           | .000  | 220   | 49.2     | 51       | 5           | 21       | 3     | 4        | 36       | 0     | 0        | 23    | 22       | 3.99     | 1.45    |

- 2024年度シーズン終了時

### 年度別守備成績
| 年 度 | 球 団 | 投手（P） | 投手（P） | 投手（P） | 投手（P） | 投手（P） | 投手（P） |
| 年 度 | 球 団 | 試 合     | 刺 殺     | 補 殺     | 失 策     | 併 殺     | 守 備 率  |
| ----- | ----- | --------- | --------- | --------- | --------- | --------- | --------- |
| 2018  | SF    | 2         | 0         | 1         | 0         | 0         | 1.000     |
| 2019  | SF    | 24        | 6         | 11        | 1         | 3         | .944      |
| 2021  | SF    | 1         | 0         | 0         | 0         | 0         | ----      |
| 2022  | SF    | 6         | 0         | 1         | 0         | 0         | 1.000     |
| 2022  | PIT   | 25        | 3         | 3         | 0         | 0         | 1.000     |
| '22計 | PIT   | 31        | 3         | 4         | 0         | 0         | 1.000     |
| 2023  | 巨人  | 30        | 2         | 9         | 0         | 0         | 1.000     |
| MLB   | MLB   | 58        | 9         | 16        | 1         | 3         | .962      |
| NPB   | NPB   | 30        | 2         | 9         | 0         | 0         | 1.000     |

- 2023年度シーズン終了時

### 記録

#### MiLB
その他の記録
- オールスター・フューチャーズゲーム選出：1回（2015年）

#### NPB
初記録
投手記録
- 初登板・初先発登板：2023年3月31日、対中日ドラゴンズ1回戦（東京ドーム）、6回2失点で勝敗つかず[24]
- 初奪三振：同上、2回表に福永裕基から空振り三振
- 初ホールド：2023年6月11日、対福岡ソフトバンクホークス3回戦（福岡PayPayドーム）、8回裏に6番手で救援登板、1回無失点
- 初セーブ：2023年7月5日、対中日ドラゴンズ13回戦（バンテリンドーム ナゴヤ）、12回裏二死に9番手で救援登板・完了、1/3回無失点[25]

打撃記録
- 初打席：2023年3月31日、対中日ドラゴンズ1回戦（東京ドーム）、3回裏に小笠原慎之介から捕前犠打野選
- 初安打・初打点：2023年4月7日、対広島東洋カープ1回戦（MAZDA Zoom-Zoom スタジアム広島）、2回表に大瀬良大地から左前2点適時打[26]

その他の記録
- 開幕投手：1回（2023年）

### 背番号
- 38（2018年 - 2019年、2021年）
- 14（2022年 - 同年途中）
- 48（2022年途中 - 同年終了）
- 33（2023年）
- 46（2024年）

### 代表歴
- 第39回日米大学野球選手権大会アメリカ合衆国代表（2013年）